# Cimitirul Regal din Ur
Cimitirul Regal din Ur este un sit arheologic din sudul Irakului actual. Excavația inițială a Urului a avut loc între anii 1922 și 1934 sub conducerea arheologului britanic Leonard Woolley în asociație cu British Museum și Universitatea din Pennsylvania. În urma excavărilor au fost descoperite multe obiecte sumeriene, incluzând Standardul Urului, Berbecii dintr-un tufiș și Lirele de Ur.